# Сан-Жозе-дус-Кампус (микрорегион)

Сан-Жозе-дус-Кампус на карте.

Сан-Жозе-дус-Кампус (порт. Microrregião de São José dos Campos) — микрорегион в Бразилии, входит в штат Сан-Паулу. Составная часть мезорегиона Вали-ду-Параиба-Паулиста. 
Население составляет 	1 415 146	 человек (на 2010 год). Площадь — 	4 043,957	 км². Плотность населения — 	349,94	 чел./км².

## Демография
Согласно сведениям, собранным в ходе переписи 2010 г. Национальным институтом географии и статистики (IBGE), население микрорегиона составляет:						
| Полное население                             | Полное население                             | Полное население                             | Полное население                             | 1 415 146 |
| -------------------------------------------- | -------------------------------------------- | -------------------------------------------- | -------------------------------------------- | --------- |
| в том числе:                                 | Городское население                          | 1 368 382                                    | Процент городского населения, %              | 96,70     |
|                                              | Сельское население                           | 46 764                                       | Процент сельского населения, %               | 3,30      |
|                                              | Мужское население                            | 695 812                                      | Процент мужского населения, %                | 49,17     |
|                                              | Женское население                            | 719 334                                      | Процент женского населения, %                | 50,83     |
| Плотность населения, чел/км²                 | Плотность населения, чел/км²                 | Плотность населения, чел/км²                 | Плотность населения, чел/км²                 | 349,94    |
| Население микрорегиона в % к населению штата | Население микрорегиона в % к населению штата | Население микрорегиона в % к населению штата | Население микрорегиона в % к населению штата | 3,43      |

## Статистика
- Валовой внутренний продукт на 2003 составляет 25 078 406 743,00 реалов (данные: Бразильский институт географии и статистики).
- Валовой внутренний продукт на душу населения на 2003 составляет 19 061,26 реалов (данные: Бразильский институт географии и статистики).
- Индекс развития человеческого потенциала на 2000 составляет 0,835 (данные: Программа развития ООН).

## Состав микрорегиона
В составе микрорегиона включены следующие муниципалитеты:
1. Касапава
2. Игарата
3. Жакареи
4. Пиндамоньянгаба
5. Санта-Бранка
6. Сан-Жозе-дус-Кампус
7. Таубате
8. Тремембе